# Shahrestān di Meyami
Lo shahrestān di Meyami (in  farsi شهرستان میامی) è uno degli 8 shahrestān della provincia di Semnan, il capoluogo è Damghan. Lo shahrestān è suddiviso in 2 circoscrizioni (bakhsh): 
- Centrale (بخش مرکزی)
- Kalpush (بخش کالپوش)